# Rasji

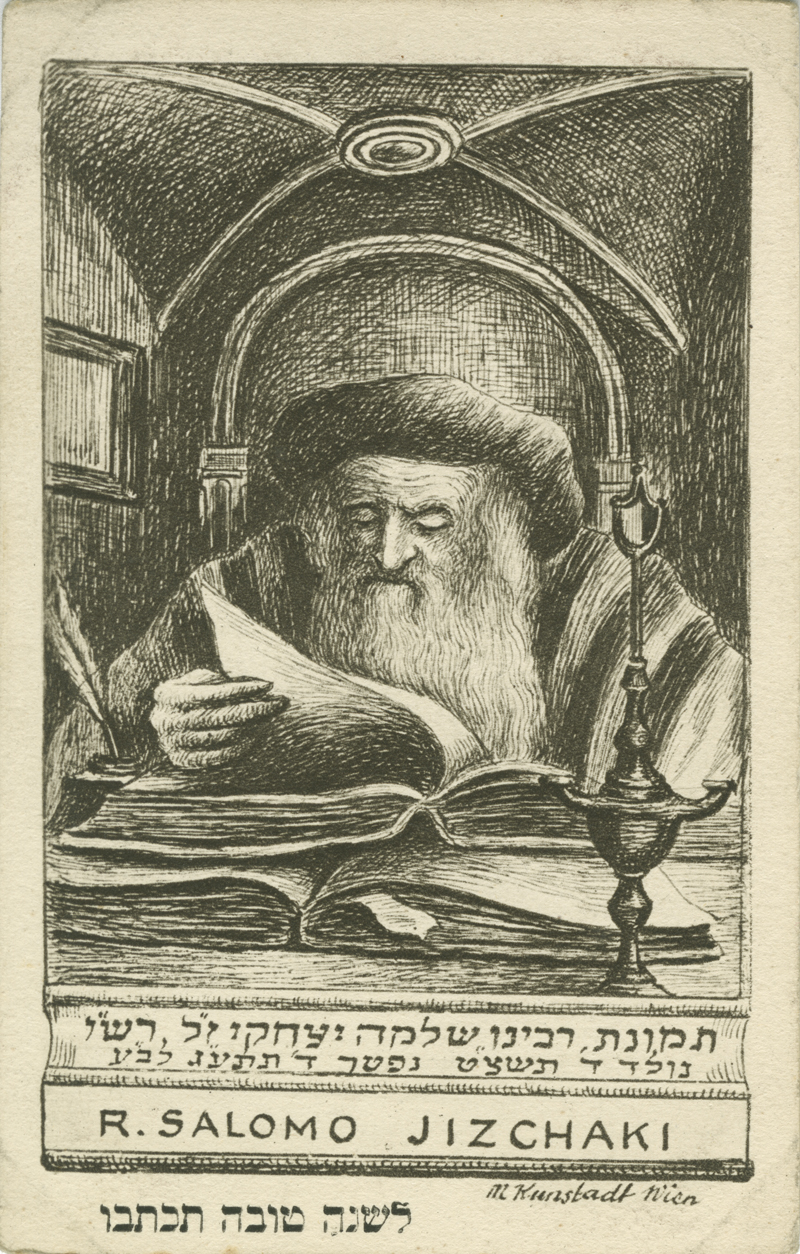
Portret van Rasji door Meir Kunstadt, 1900-1910

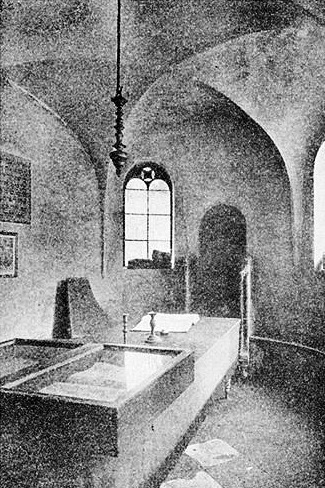
Beet Midrasj (leerhuis) van Rasji in Worms

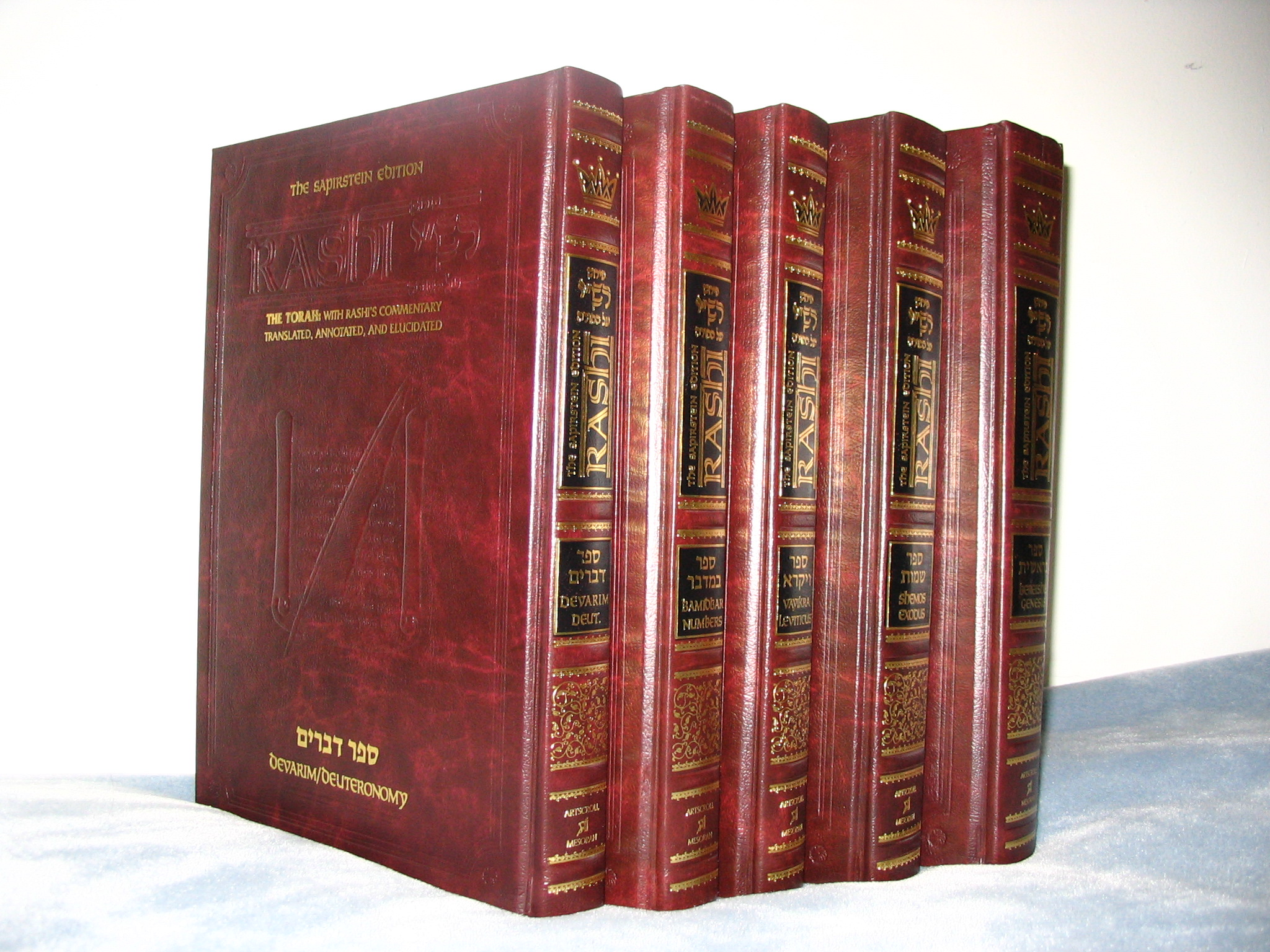
Engelse vertaling van de Thoraverklaring van Rasji

Rasji, Hebreeuws acroniem van: Rabbi Sjlomo Jitschaki (Troyes, 1040 – aldaar, 1105) was een Franse rabbijn uit de Middeleeuwen, die tot op de dag van vandaag wordt beschouwd als een van de belangwekkendste verklaarders van de Tenach en Talmoed.

## Levensloop
Rasji werd in Troyes geboren en stamde uit een gedistingeerde familie. Zijn vader was Rabbi Jitschak, vandaar Jitschaki in het acroniem van Rasji. Hij onderwees zijn zoon al op vroege leeftijd in de studie van Thora. De overlevering wil dat Rasji's familie in een keten van 33 generaties teruggaat tot Rabbi Jochanan haSandler (de sandalenmaker), een toegewijde talmied (leerling) van de vermaarde Rabbi Akiva. Rasji zelf heeft deze afstamming nooit geclaimd. Rasji had geen zonen, maar drie dochters. Twee van hen trouwden erudiete rabbijnen. Alhoewel geboren in Frankrijk, heeft Rasji de Talmoed studies gedaan in het Rijnland, m.n. in Worms en Mainz. Op 25-jarige leeftijd verhuisde hij naar zijn geboortestad Troyes, waar hij in 1105 overleden is en begraven werd.

## Thoraverklaring
Zijn commentaar op de Thora, Choemasj genaamd, heeft zo'n gewicht gekregen dat deze standaard wordt afgedrukt naast de Thoratekst in elke rabbijnenbijbel sinds de eerste gedrukt werd door Daniel Bomberg in Venetië (1515-1517). Zijn uitlegstijl valt op door haar beknoptheid. Zijn uitleg van de Tenach en Talmoed is een vast onderdeel van de studie van de Talmoed tot op vandaag. Rasji verwerkt in zijn uitleggingen ook opmerkingen uit de haggadische literatuur, waarvoor zijn commentaar vaak nog de enige vindplaats is. Hij combineert dit met inzichten uit grammatica, halacha en het gewone menselijke verstand. Zo probeert hij de "eenvoudige" betekenis van de tekst aan het licht te brengen, de pesjat. Dit zoeken naar de meest voor de hand liggende verklaring van de Bijbeltekst, wordt na hem voortgezet door Ibn Ezra en de Kimchi's, m.n. David Kimchi. De redenering moet zo helder geformuleerd zijn dat een slim kind van vijf jaar het zou moeten kunnen begrijpen.. Veel verklaringen worden in de vorm van een antwoord gegeven, waarbij de vraag is weggelaten. Doordat Rasji echter steeds een zin of enkele woorden citeert van de heilige tekst zelf, kan achteraf de vraag gedestilleerd worden.